# Parque agrario del Bajo Llobregat
El Parque Agrario del Bajo Llobregat (en catalán, y de forma oficial, Parc Agrari del Baix Llobregat) es un espacio natural protegido español situado en la provincia de Barcelona, Cataluña. Forma parte de la Red de Parques Naturales gestionados por la Diputación de Barcelona.
Su órgano gestor es el Consorcio del Parque Agrario del Bajo Llobregat, integrado por la Diputación de Barcelona, el Consejo Comarcal del Bajo Llobregat, la Generalidad de Cataluña, la Unió de Pagesos de Catalunya y los ayuntamientos de los municipios que lo integran.
El consorcio se creó en 1998, el Plan de Gestión y Desarrollo fue aprobado en 2002 y el Plan Especial en 2004.

## Situación
El Parque Agrario del Bajo Llobregat está situado en las llanuras aluviales del delta y la cuenca baja del río Llobregat, en la comarca del Bajo Llobregat, que ocupan una posición central dentro de la región metropolitana de Barcelona.
El territorio del parque, de tradicional riqueza agrícola, forma parte de catorce municipios: Castelldefels, Cornellá de Llobregat, Gavá, Hospitalet de Llobregat, Molins de Rey, Pallejá, El Papiol, El Prat de Llobregat, San Baudilio de Llobregat, San Feliú de Llobregat, San Juan Despí, San Vicente dels Horts, Santa Coloma de Cervelló y Viladecans, que suman 730 000 habitantes de los más de 4 millones de la región metropolitana. El parque agrario tiene una superficie de 2938 ha, delimitadas por su Plan especial.

## Geografía
La cuenca baja del Llobregat es una llanura fluvial orientada en sentido N-NW/S-SE, con el río Llobregat que parte las líneas de cresta de montañas situadas paralelas a la línea de costa, hasta formar un delta de desembocadura.
Este escenario produce que haya un predominio de vientos a lo largo de la cuenca y que durante el invierno penetren los vientos fríos del Norte siguiendo la dirección de esta. El viento de mar provoca, en verano, vientos del SSW en el delta y cuenca arriba pasan a ser del S o SSE. Por la noche quedan en calma o soplan desde tierra, del Norte, flojos, cerca del delta. A su vez, la exposición S-SE (Solana) le permite recibir una elevada irradiación, que contribuye a la consecución de una temperatura mediana privilegiada. Los datos termométricos presentan una temperatura mediana de 15,6° con valores medianos extremos para las máximas absolutas que se sitúan en los 32,2° y para las mínimas absolutas, en -2,1°.
La acción conjunta de la influencia reguladora del mar, la protección física de las líneas de cresta de montañas y la exposición al SSE aseguran la benignidad climática con inviernos suaves y prolonga en cierto modo la estación cálida hasta los dos meses de otoño (septiembre-octubre). La pluviometría mediana actual es de 583 mm. 
Estas condiciones climáticas son muy indicadas para los cultivos que se producen mayoritariamente en el delta y la cuenca baja: huerta y frutales al aire libre y cultivos protegidos. En lo referente a los cultivos protegidos, la escasa incidencia de temperaturas bajas convierte en únicamente necesaria la calefacción hibernal en plantas ornamentales de cultivo tropical, y algún sistema de calefacción simple o antiheladas para los cultivos de flor y algunos hortícolas sensibles a temperaturas cercanas a los 0°.
El paisaje agrícola predominante mantiene algunos elementos prácticamente testimoniales de las antiguas lagunas deltaicas. Estos espacios naturales hoy han estado modificados en una parte por las obras de ampliación del puerto de Barcelona, del aeropuerto y del propio desvío del río. El paisaje del delta del Llobregat en pocos años cambiará radicalmente de tal y como era hasta finales del siglo XX. Aun así, mientras esta radical transformación afecta a la esencia paisajística de la cuenca baja también se realizan esfuerzos para conservar y recuperar los espacios naturales relictuales que quedan. 
El paisaje agrario es el garante de que esta inmensa llanura no se convierta en una aglomeración urbana pegada a Barcelona. A la vez, sin embargo, este mar de cultivos es también un reservorio alimentario, una auténtica despensa al lado de una metrópolis que hospeda un 60% de la población catalana. El alimento fresco producido en el Bajo Llobregat es uno de los principales valores de un paisaje todavía no suficientemente valorado por la población privilegiada que lo rodea.

## Vegetación
El parque agrario presenta un interés relevante por la diversidad de ambientes naturales que tiene como origen de un paisaje primigenio constituido por comunidades vegetales propias de los arenales costeros, extensiones considerables de ciénagas salobres litorales y bosques de ribera; paisaje que ha sido, sin embargo, profundamente modificado por la acción del hombre.
Así, en lo relativo a la vegetación primitiva, se pueden diferenciar cinco dominios: el encinar, la maquia de lentisco y palmito, los bosques caducifolios de ribera, las comunidades halófilas y helofíticas litorales y las comunidades psammófilas litorales. Estos dos últimos grupos corresponden a ambientes húmedos salinos y a los arenales costeros del delta.
A partir de esta vegetación potencial se han configurado diversos ambientes que configuran el paisaje actual: los campos de cultivo, las ciénagas litorales, el río y la red de drenaje, las playas o los pinares.
De hecho, podemos agrupar el paisaje vegetal del territorio del Parque Agrario del Bajo Llobregat en dos grandes tipos: las comunidades vegetales asociadas al espacio agrario y las comunidades asociadas a las zonas inundables y a las lagunas litorales. No obstante, las particulares condiciones ecológicas de algunas zonas y, sobre todo, la extensa red de canales de riego y drenaje facilitan la aparición de comunidades particulares que, a veces, permiten la supervivencia de algunas especies de plantas singulares.
En este sentido, el delta del Llobregat posee notables singularidades botánicas y zoológicas, muy ligadas a las ciénagas, que comprenden especies remarcables en peligro de extinción o en el límite de su área geográfica de distribución y la existencia de concentraciones importantes de individuos reproductores, invernantes y migratorios de muchas especies ornitológicas.

## Actividades económicas

### Estructura productiva y empresarial
La superficie agraria utilizada (SAU) en la comarca del Bajo Llobregat es de 4.708 hectáreas que se reparten, aproximadamente, en dos mitades, una de cultivo de regadío y otra de secano. El 43% son tierras cultivadas en régimen de propiedad.
Prácticamente toda la superficie de cultivo de regadío corresponde al ámbito del parque agrario con una superficie de 2938 hectáreas de las cuales el 67% (1.969 hectáreas) se considera SAU.
El número de explotaciones agrarias de la comarca, que ocupan a un total de 2200 personas (el 62% titulares y familiares), es de 958 de las cuales el 73% tienen menos de 5 hectáreas.
En lo referente al parque agrario, el número de explotaciones, que ocupan a un total de 1.200 personas (el 75% titulares y familiares) se valoran en 621, con una superficie mediana de 2,7 hectáreas. El 75% de los titulares tienen una dedicación plena a la explotación agraria.
En el ámbito del parque agrario, en el 63% se cultivan hortalizas y en el resto, fundamentalmente, árboles frutales. El cultivo en invernadero ocupa una superficie de 23 hectáreas (1,2% del parque agrario) distribuidas en 29 explotaciones agrarias con una superficie mediana de 4.700 m².
En la actividad ganadera, destaca el ovino con 13.922 cabezas que suponen una mediana de 28,1 cabezas/km², mediana ligeramente superior a la de Cataluña que es de 27,1 cabezas/km².

### El PIB del sector primario
El PIB agrario de la comarca del Bajo Llobregat tiene un peso relativo pequeño respecto al del conjunto comarcal: el 0,7% que supone la cantidad de 77 millones de euros sobre un total del 120.000 millones de euros del conjunto de sectores productivos comarcales (datos del año 2004). El crecimiento del sector primario, expresado en porcentaje sobre el incremento del PIB comarcal , presenta un crecimiento acumulado, para el periodo 2000-2004, del 6,08% aproximadamente, tres veces más que el correspondiente al conjunto de la economía agraria de Cataluña (2,11%) y la mitad del PIB del conjunto de sectores productivos de la comarca que se sitúa en 11,88% en el Bajo Llobregat.
Mientras la SAU de la comarca del Bajo Llobregat durante el periodo 1990-2004 disminuye un 64% (de 7331 hectáreas a 4708 hectáreas), el PIB se incrementa un 255% pasando de ser de 6411 EUR/ha a 16 355 EUR/ha.
La estructura del PIB agrario de la comarca, por productos, corresponde a fruta fresca y hortalizas en un 80%, distribuidas en un 63% de hortalizas y un 17% de fruta. El resto se distribuye en diversas producciones agrícolas y ganaderas. Un tercio del valor del conjunto de las producciones hortícolas de la demarcación de Barcelona corresponde a la comarca del Bajo Llobregat y la mitad de la producción de fruta fresca.

## Rutas a pie

### Itinerario circular
El paseo nos muestra la actividad agrícola y los ecosistemas agrario y fluvial de la zona a través de la historia y también nos acerca al centro de información del parque.

### La agricultura en el delta del Llobregat
Punto de inicio: Puente de peatones de Cornellà sobre el río Llobregat
Duración: 2 horas
Longitud: 7800 m
Dificultad: baja

## Enlaces recomendados
- Wikimedia Commons alberga una categoría multimedia sobre Parque agrario del Bajo Llobregat.
- Red de Espacios Naturales de la Diputación de Barcelona

- Datos: Q11940152
- Multimedia: Parc Agrari del Baix Llobregat / Q11940152